# Крисантус, Маколи
Маколи Крисантус (англ. Macauley Chrisantus; род. 20 августа 1990, Абуджа, Нигерия) — нигерийский футболист, нападающий иранского клуба «Зоб Ахан».

## Клубная карьера
На родине Крисантус выступал за футбольный клуб «Абуджа» из столицы Нигерии. В 2007 году он, став лучшим бомбардиром чемпионата мира среди юношеских команд, привлёк к себе внимание ведущих европейских клубов. Среди клубов, заинтересованных в приобретении 17-летнего нигерийца, назывались английские «Манчестер Юнайтед», «Манчестер Сити», «Арсенал», «Челси» и «Ливерпуль», испанские «Реал Мадрид» и «Барселона», итальянские «Милан» и «Интер», голландский «Аякс». Однако борьбу за игрока выиграл немецкий «Гамбург», который 13 ноября 2007 года подписал с Крисантусом любительский контракт. В августе 2008 года с ним был заключён профессиональный контракт сроком на четыре года.
В 2008 году Крисантус выступал за вторую команду «Гамбурга» в региональной лиге «Север», но в первую команду пробиться не сумел из-за того, что тренер предпочитал делать ставку на более опытных игроков. В июле 2009 года нигериец отправился в годичную аренду в клуб второй Бундеслиги «Карлсруэ», где ему было гарантировано место в основном составе. Однако сезон для него был испорчен частыми травмами, из-за которых он не мог реализовать свой потенциал. Тем не менее, клуб решил продлить договор аренды ещё на один сезон, который для Крисантуса сложился лучше. Летом 2011 года «Гамбург» вновь отдал нигерийца в аренду, на этот раз клубу «Франкфурт», также выступавшему во второй Бундеслиге.
«Гамбург» не стал подписывать с Крисантусом новый контракт, и летом 2012 года футболист получил статус свободного агента. В июле он подписал двухлетний контракт с испанским клубом «Лас-Пальмас», который выступал в Сегунде (втором дивизионе чемпионата Испании). В первом сезоне на новом месте Крисантус хорошо проявил себя, забив 13 голов в чемпионате и Кубке Испании. В начале 2014 года за нигерийца предлагал 750 тыс. евро испанский «Райо Вальекано» и 200 тыс. евро неназванный российский клуб, однако футболист отказался от перехода в другую команду, поскольку хотел помочь «Лас-Пальмасу» выйти в Примеру. Однако к весенней части сезона Крисантус растерял форму и был переведён в резервный состав.
21 июля 2014 года Крисантус в статусе свободного агента подписал трёхлетний контракт с турецким «Сивасспором». Травмы помешали ему закрепиться в составе, кроме того, ушёл с должности тренера клуба Роберто Карлос, а новый тренер не видел для нигерийца места в составе. «Сивасспор» предложил Крисантусу отправиться в аренду, но футболист отказался, после чего был переведён в резервную команду.
2 февраля 2015 года Крисантус договорился о расторжении контракта с «Сивасспором» и в статусе свободного агента перешёл в афинский АЕК, с которым заключил контракт на 18 месяцев с возможностью продления ещё на два года. Нигериец неплохо провёл остаток сезона 2014/2015, забив 6 голов в 16 матчах чемпионата Греции, однако в следующем сезоне с приходом на должность тренера АЕК Густаво Пойета лишился место в составе. В декабре 2015 года в клубе сообщили, что рассчитывают продать Крисантуса в зимнее трансферное окно. Однако футболист остался в греческом клубе до завершения срока действия контракт летом 2016 года, более полугода не имея игровой практики.
В июле 2016 года ставший свободным агентом Крисантус вернулся в Испанию, заключив однолетний контракт с новичком Сегунды клубом «Реус Депортиу».

## Карьера в национальной сборной
В 2007 году Крисантус в составе сборной Нигерии среди игроков до 17 лет стал победителем чемпионата мира среди юношеских команд, проходившего в Республике Корея. Кроме того, он с семью забитыми голами стал лучшим бомбардиром турнира и получил от компании Adidas «Золотую бутсу».